# Jean-Raymond Boudou
 (février 2017).
Si vous disposez d'ouvrages ou d'articles de référence ou si vous connaissez des sites web de qualité traitant du thème abordé ici, merci de compléter l'article en donnant les références utiles à sa vérifiabilité et en les liant à la section « Notes et références ».
Pour les articles homonymes, voir Boudou.
Jean-Raymond Boudou né Raymond Pierre Jean Louis Boudou le 17 décembre 1916 à Villefranche-de-Rouergue et mort le 23 janvier 1999 à Perpignan, est un écrivain et parolier français. 

## Biographie
Son père, Pierre Boudou, et son grand-père, étaient carillonneurs à la collégiale de 1825 à 1918. Jean-Raymond Boudou restera toujours très attaché au Rouergue. Après avoir servi en 1940 dans les chasseurs alpins, il est démobilisé dans la Haute-Loire. C'est là qu'il rencontre sa future épouse, Marguerite Deltombe. Démobilisé de nouveau à Paris, il fréquente les milieux littéraires et cinématographiques. 
En 1957, il émigre au Canada avec sa femme et ses trois enfants. Défenseur et amoureux de la langue française, il travaille d'abord à la radio de la Société Radio-Canada (Arc-en-Ciel avec Marcelle Barthe), puis comme professeur de littérature dans différentes institutions, dont le Collège Stanislas à partir de 1966, et donne régulièrement des conférences, tout en écrivant de la poésie. 
Il est décédé en 1999 et est inhumé dans sa terre natale. Son épouse est décédée en 2014.

## Œuvres
Recueils de poèmes
- Passe-Temps, 1953
- Le Clocher et mon cœur, 1954, ed. Salingardes
- Arc-en-ciel, 1960, ed. Beauchemin
- L'Âme en pièce, 1978, ed. Salingardes
- L'éternité est une femme, 1993
- Poèmes pour un amour, 1993
- Le Miracle des mots, 1994

Romans
- Une heure de ta vie, 1982, ed. Le Cercle du livre de France
- La Maîtresse et l'Enfant, 2012, ed. Société des amis de Villefranche et du Bas-Rouergue

Nouvelle
- Dom Emmanuel, le diable et l'année sainte, 1976, Ed. Les cahiers du Saint-Laurent

## Cinéma
- 1946 : Étoile sans lumière de Marcel Blistène : Paul

## Distinctions
- Prix Lutèce, 1951
- Légion d'honneur
- Prix international des amitiés françaises, 1993